# Xã Spring Bay, Quận Woodford, Illinois
Xã Spring Bay (tiếng Anh: Spring Bay Township) là một xã thuộc quận Woodford, tiểu bang Illinois, Hoa Kỳ. Năm 2010, dân số của xã này là 2.643 người.